# Johann Nikolaus Forkel
Johann Nikolaus Forkel (Coburg, Baviera, 22 de febrer de 1749 - Göttingen, Hannover, 20 de març de 1818) fou un músic, historiador musical, teòric, musicòleg i bibliògraf alemany. És considerat un dels fundadors de la musicologia moderna.

## Vida
Johann Nikolaus Forkel va ser fill d'un sabater, fabricant de caixes i recaptador d'impostos. De petit ja va rebre classe de teclat a càrrec del Xantre local, Johann Heinrich Schulthesius; però l'estudi de la teoria musical la va aprendre de forma autodidacta, utilitzant doncs els tractats impresos de Mattheson, J.A. Scheibe, Christopher Nichelmann, etc. El 1766, a l'edat de 17 anys, va marxar de casa seva i va anar a Lüneburg, on va formar part del cor. El següent any Forkel es traslladà a Scherwin, on va treballar com a director assistent del cor de la catedral. Allà va ser quan el Duc Fredrick der Fomme li va becar amb dos anys d'estudi a la Universitat de Göttingen.
Es va matricular a la Universitat l'any 1769, i va assistir a conferències de dret, matemàtiques i filosofia antiga i moderna. L'any 1770 va ser nomenat organista de la Universitat, on hi va estar durant un període bastant llarg, per no dir tota la vida, i va anar aconseguint un paper musical bastant destacable. A partir del 1722 va començar a impartir classes privades fins al 1779 que va ser nomenat concertino acadèmic i més tard director musical de la Universitat.
Durant la seva etapa com a director va proposar i fer concerts anuals, de diferents autors del país. La idea dels concerts es va mantenir fins al 1815, quan va morir ell.
L'any 1781 Forkel es va casar amb Margareta Sophia Dorothea Wedekind, filla de 16 any d'un teòleg de Göttingen. La unió, que va esdevenir un fill, es va acabar desfent l'any 1793 quan es van divorciar.
Forkel per la seva feina com a historiador i teòric musical, va obtenir un doctorat a càrrec de la Univertsitat l'any 1787, on també va rebre el títol de magister.
EL primer volum de Allgemeine Geschichte der Musik va aparèixer al 1788, que també va ser quan Forkel va passar a ser el Director Musices und Cantor am Johanneum a Hamburg després que quedés vacant la plaça a causa de la mort de C.P.E. Bach.
L'any 1792 va publicar la seva innovadora bibliografia musical, la Allgemeine Litteratur der Musik.
L'any 1801 va viatjar a Leipzig, Praga i Viena per reunir material pel segon volum de Allgemeine Geschichte der Musik, que va aparèixer aquest any mateix.
Al voltant d'aquesta època, Forkel va començar a treballar amb l'arxiver i llibretista vienès, Joseph Sonnleithner en el Denkmale der musikalischen Kuns, en què els dos treballaven en una antologia històrica musical de múltiples volums. El març de 1803 es va enviar el manuscrit del primer volum, i també es van fer els enregistraments, però just abans que es pogués imprimir, van entrar els francesos durant l'ocupació de Viena del any 1806, destrossant-ho tot, i és per això que Forkel va abandonar el projecte.
L'any 1801 Forkel va començar a ser l'assessor de les Obres completes de Johan Sebastian Bach, de Hoffmeister & Kühnel's de la series de la música de Bach per a teclat. Aquest treball va fer que aconseguis l'any 1802 la publicació de la seva important biografia Ueber Johann Sebastian Bachs Leben, Kunst und Kunstwerke, que li va servir de material pel tercer i últim volum de Allgemeine Geschichte.
Tot i que Forkel va continuar escrivint i fent conferències durant 16 anys més, no va aconseguir acabar la Allgemeine Geschichte, i va quedar inacabada a causa de la seva mort.

## Obres

### Allgemeine Geschichte
La seva obra magna d'estudis històrics de Forkel, ja que va ser el primer alemany en intenta ferr una història de la música completa. Els volums I i II tracten sobre el període des de l'antiguitat fins a finals del segle xvi. El volum III no va ser completat. El seu enfocament engloba l'enllaç amb les històries anteriors de Hawkins i Burney, però ell afegeix teories de l'estètica, la filosofia i la sociologia de finals del segles XVIII, que això li dona un caràcter distintiu, i amb inclinació metafísica.
La seva història va rebre crítiques com per exemple a càrrec de Johann Cristoph Gatterer i August Ludwig Schlözer els quals deien que la seva història era vista no com una successió de fets sinó d'idees. La història va anar paral·lela amb molt aspectes de la filosofia de la il·lustració. Forkel va presentar la història de la música com una evolució gradual del senzill al complex, atribuint un paper decisiu a l'aparició de l'harmonia, que va permetre als compositors alliberar-se de la seva dependència de a les paraules i escriure música instrumental. Va ser això que va fer que aquesta història de la música guanyés una dimensió evolutiva i psicològica.

### Allgemeine Litteratur
Va servir d'estandard per a posterior bibliografies en termes de rigor i organització. Conté unes 3000 entrades des de l'anitguitat fins a finals del segle xviii, amb comentaris ben ordenats, sobre el contingut i la qualitat de cada font. Després de la seva mort el volum va ser ampliat i traduït al Italià per Peter Lichtenthal com a part del seu Dizionario e bibliografia della musica.

### Ueber Johann Sebastian Bachs Leben, Kunst und Kunstwerke
Biografia que va fer Forkel que va iniciar la reanimació de Bach i encara avui segueix sent una font primària. Obra feta a partir dels testimonis i les informacions donades dels seus dos fills més veterans de Bach, Wilhelm Friedemann i Carl Philipp Emanuel. Forkel se centra fonamentalment en les obres per a teclat de Bach i en els seus èxits com a teclista, compositor i professor, que el retrata com un heroi cultural alemany, també fa esmen als preludis i fugues, trios sonates, i altres obres.

### Composicions pròpies
Les seves composicions van jutjades com a “seques” en el seu propi temps i a dia d'avui són molt oblidades. A Göttingen va publicar dos conjunts de sonates per a teclat (1778, 1779), un conjunt de sonates per a teclat, violí i violoncel (1783), i variacions de teclat sobre God Save the King (1791). Altres publicacions van ser publicades a Augsburg i Londres; Es conserven manuscrits d'obres vocals, instrumentals i de teclat (especialment concerts de teclat), principalment a Berlín.

### Musicologia
Forkel no va ser el primer a parlar sobre música en una universitat (CG Schröter, LC Mizler von Kolof i uns altres ho van fer abans que ell), ni el primer a escriure una extensa biografia musical (John Mainwaring va escriure el seu famós llibre a Handel unes quatre dècades abans). No obstant això, les seves activitats a la Universitat de Göttingen i els seus escrits publicats van ajudar a establir la disciplina de la musicologia tal com la coneixem avui.

## Escrits
- Ueber die Theorie der Musik, insofern sie Liebhabern und Kennern nothwendig und nützlich ist (Göttingen, 1777); repr. in Magazin der Musik, ed. C.F. CRAMER, i (Hamburg, 1783/ R), 855 – 912
- Musikalisch - kritische Bibliothek (Gotha, 1778 – 9/ R) [incl. ‘Abhandlung der Schönen', i (1 778), 3 – 52, trans. of J.P. de Crousaz: Traité de beau, Amsterdam, 1715]
- Musikalis cher Almanach für Deutschland (Leipzig, 1781 – 8/ R)
- Allgemeine Geschichte der Musik (Leipzig, 1788 – 1801/ R)
- Geschichte der italiänischen Oper von ihre m ersten Ursprung an bis auf gegenwärtige Zeiten (Leipzig, 1789/ R) [trans. of S. Arteaga: Le rivoluzioni del teatro musicale italiano, Bologna, 1783 – 8/ R ]
- Allgemeine Litteratur der Musik, oder Anleitung zur Kenntnis musikalischer Bücher, welche von den ältesten bis auf die neuesten Zeiten bey den Griechen, Römern und den meisten neuern europäischen Nationen sind geschrieben worden (Leipzig, 1792/ R)
- Ueber Johann Sebastian Bachs Leben, Kunst und Kunstwerke (Leipzig, 1802/ R ; Eng. trans., 1820 and 1920/ R ; Fr. trans., 1876)